# Golden Girl
Golden Girl is een Amerikaanse muziekfilm uit 1951 onder regie van Lloyd Bacon.

## Verhaal
Lotta Crabtree is de dochter van een echtpaar dat een pension houdt. Wanneer de beroemde artieste Lola Montez tijdens de Amerikaanse Burgeroorlog een bezoek brengt aan haar thuisstadje, is ze door het dolle heen. Zij wil zelf graag een zangeres worden, maar haar ouders zijn daar sterk op tegen. Als een commensaal een spelletje roulette wint van de vader van Lotta, raakt hij have en goed kwijt. Lotta besluit op te treden als zangeres om geld te verdienen. Dat wordt het begin van een succesvolle zangcarrière.

## Rolverdeling
| Acteur           | Personage         |
| ---------------- | ----------------- |
| Mitzi Gaynor     | Lotta Crabtree    |
| Dale Robertson   | Tom Richmond      |
| Dennis Day       | Mart Taylor       |
| James Barton     | John Crabtree     |
| Una Merkel       | Mary Ann Crabtree |
| Raymond Walburn  | Cornelius         |
| Gene Sheldon     | Sam Jordan        |
| Carmen D'Antonio | Lola Montez       |